# Rafael Rubio Carrión
Rafael Rubio Carrión (Sevilla, 1882 - 1941) va ser un polític republicà espanyol, governador civil durant la Segona República Espanyola.

## Biografia
Treballà com a agent comercial i fou membre destacat del Partit Republicà Radical i d'Unió Republicana a Sevilla, amic personal i col·laborador de Diego Martínez Barrio. Fou directiu del Partit Radical-Demòcrata i d'Unió Republicana en Sevilla entre 1904 i 1908.
En 1910 va exercir el càrrec de secretari del Centre Republicà de Sevilla. Vocal de la Junta Municipal Central del Partit Republicà Radical entre 1930 i 1931 i Tinent d'alcalde a l'Ajuntament de Sevilla en 1931-1932. Així mateix, membre destacat de la francmaçoneria, va pertànyer a les lògies "Jove Andalusia" (1914), "Isis i Osiris" (1915-1917), "Treball" (1924) i "Espanya i Treball" (1931).
Durant el primer bienni republicà (1931-1933) va ser nomenat governador civil de Tenerife. Entre 1933 i 1934 fou governador de Segòvia, Albacete i Castelló.
En 1943 va ser condemnat pel Tribunal Especial de Repressió de la Maçoneria i del Comunisme a 16 anys de reclusió menor i inhabilitació absoluta i perpètua.